# Spadener Kapelle
Die Spadener Kapelle, Am Kluswall, Ecke Leher Straße, im niedersächsischen Schiffdorf Ortsteil Spaden im Landkreis Cuxhaven stammt vom Anfang des 16. Jahrhunderts. Aktuell (2024) wird die kleine Kapelle vorwiegend für Taufen genutzt.
Das Gebäude steht unter Denkmalschutz (siehe auch Liste der Baudenkmale in Schiffdorf).

## Geschichte
In dem kleinen Dorf Spaden stand im Mittelalter eine hölzerne Kapelle, die abgerissen wurde.
Das eingeschossige Gebäude aus Backsteinen auf Feldsteinsockel, mit Walmdach und beidseitigen 3/8-Polygonalabschlüssen, mittigem Dachreiter, südseitigem Eingang und flacher Holzbalkendecke wurde um 1500 als Kapelle (die Alte Klus) gebaut. Der Innenraum wurde 1765 neu ausgestattet. Die Strebepfeiler an der Nordseite mussten 1886 ergänzt werden.

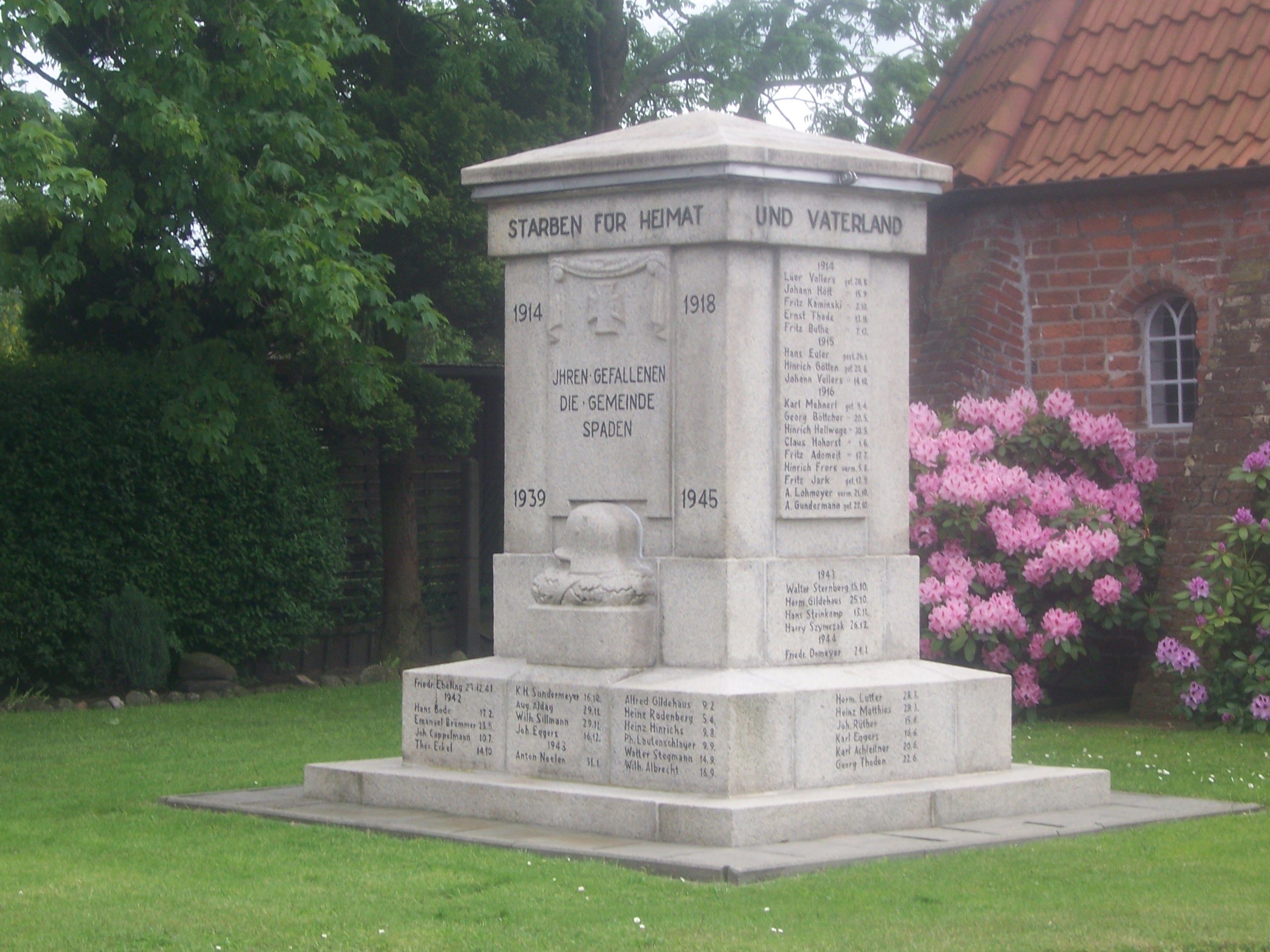
Gefallenendenkmal

Die Klus wurde für Gottesdienste, als Versammlungsraum der Spadener Bauern oder sogar als Gefängnis genutzt; die Glocke bei Feueralarm. Sie gehört heute zur Bonhoeffer Kirchengemeinde Spaden mit einer neueren Kirche. Vor der Kapelle steht das monolithische Gefallenendenkmal beider Weltkriege.
Das Landesdenkmalamt befand u. a.: „… Das Dorf Spaden wurde 1382 erstmals erwähnt, die Kapelle in Dorfmitte stammt aus der Zeit um 1500 …“